# 아이신기오로 부쿠리 용숀
아이신 교로 부쿠리 용숀(만주어: ᠠᡳᠰᡳᠨ
ᡤᡳᠣᡵᠣ
ᡴᡡᡵᡳ ᠶᠣᠩᡧᡠᠨ Aisin Gioro Bukūri Yongšon 한국 한자: 愛新覺羅 布庫哩雍順 애신각라 포고리옹순, ? ~ ?)은 청 제국을 세운 아이신 교로 할아(만주어: ᠠᡳᠰᡳᠨ ᡤᡳᠣᡵᠣ
ᡥᠠᠯᠠ
ᡥᠠᠯᠠ Aisin Gioro Hala, 愛新覺羅哈拉)의 시조이다.

## 생애
청 제국 건륭제 때 편찬한 《만주원류고》에 따르면, 만주족의 시조의 성은 아이신 교로(Aisin Gioro, 愛新覺羅)이고, 이름은 부쿼리 용숀(Bukūri Yongšon, 布庫哩雍順)이다. 하늘의 선녀인 퍼쿨언이 불훠리(Bulhūri, 布庫哩)라는 연못에서 목욕을 하다가, 까치가 준 붉은 과일을 먹고 임신을 하였다고 한다. 백두산 동쪽의 오도리성(Odoli Hoton, 鄂多理城)에 도읍을 정하고 오돌리 아이만을 수립했다고 한다.
이후 누르하치가 청나라를 건국하자 부쿠리용숀의 묘호를 시조(始祖)로 추존하였으나 시호는 전해지지 않는다.

## 가족

### 부모
- 모친: 아이신 교로 퍼쿨언(애신각라 불고륜)

### 자녀
- 아들: 장남 아이신 교로 먼터무(애신각라 맹특목) / 차남 아이신 교로 판차(애신각라 범찰)
- 손자: 장손 아이신 교로 아구(애신각라 권두) / 차손 아이신 교로 충샨(애신각라 충선)

## 같이 보기
- 만주족의 건국 신화
- 《만주원류고(滿洲源流考)》

1. ↑  《清史稿·本纪一》：“始祖布库里雍顺，母曰佛库伦，相传感朱果而孕。稍长，定三姓之乱，众奉为贝勒，居长白山东俄漠惠之野俄朵里城，号其部族曰满洲。满洲自此始。”